# Barrio los Tules
Barrio los Tules är en ort i Mexiko.   Den ligger i kommunen Villa de Allende och delstaten Mexiko, i den sydöstra delen av landet, 100 km väster om huvudstaden Mexico City. Barrio los Tules ligger 2 588 meter över havet och antalet invånare är 1 451.
Terrängen runt Barrio los Tules är kuperad åt sydväst, men åt nordost är den platt. Runt Barrio los Tules är det ganska tätbefolkat, med 124 invånare per kvadratkilometer. Närmaste större samhälle är Amanalco de Becerra, 13,9 km söder om Barrio los Tules. I omgivningarna runt Barrio los Tules växer huvudsakligen savannskog.